# 古大存

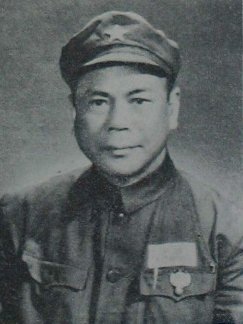

古大存（1896年4月24日—1966年11月4日），原名古永鑫，男，广东五华人，中华人民共和国早期军事将领、政治人物。

## 生平

### 二戰前
1917年，古大存就读于梅州中学，1920年，进入广东法政专门学校。1924年，加入中国共产党。同年参加东征军。次年任中共东江特委常委、军委书记、东江工农武装总指挥部总指挥。1927年5月29日晨，當時盤踞梅林的古大存與國民革命軍在惠州一帶對戰兩小時，國民革命軍潰敗。6月24日，古被廣東省政府下通緝令，他和其黨羽被指擄人勒索、殺人棄屍荒野。
1930年，任东江工农民主政府副主席、红十一军军长。1932年后，历任东江红军第一路军总指挥、东江游击总队政委、东江特委组织部长。在“整风运动”中负责中央党校一部，得罪日后主政广州的陶铸。中共七大候补委员。
1932年7月11日，古大存一行數百人自海陸豐出發，欲取下大埔，盤踞在豐順，被指焚燒民房等，8月初五華駐軍（第七師長黃廷楨）派兵剿之。不過剿共圖謀不算成功，主要因為派剿的只是各縣警衛隊而非正規軍，作用有限，加上古大存一行經常躲避，至使不能完全清除，「使匪芬滋殖」，1932年第一集團軍總司令陳濟棠又曾派獨立第二師張瑞貴部專剿南山共軍，第三軍第七、八師就負責剿滅古大存部，一度曾使他們「困守各地深山，缺乏糧彈，勢將就殆」。但1933年古大存又率殘部數百人回到豐順，再召集南山共軍餘部，到潮安、揭陽、五華、豐順等縣焚燒殺劫。7月4日，東區綏靖公署找來豐順縣長張我東專剿古大存一行人，給予數縣警衛隊供他調遣，並於5日率五、豐、揭、潮警衛隊包剿古之殘部，但不見報道剿滅效果。1934年6月，古大存一行人得十九路軍殘部依附，有所擴張，陳濟棠調獨立第四師（師長鄧龍光、參謀長陳文）往指揮，開始向古總攻，古大存一行仍據守深山密林，對方未能剿滅，數日後更懸賞，生擒古得賞銀兩萬元，殺之亦得一萬。6月20日，鄧龍光稱當場擊傷古大存（其部此時已有二千餘人），殺其部二百餘名，收繳槍械五百餘桿，殘部向洞子洋逃走。數日後鄧部又捕回古大存的參謀長盧篤茂，盧供出加入共黨之經過。至7月初，鄧部稱古大存一行尚餘四五百人。1934年8月，古大存殘部數百人因豐順等地守備嚴密等，遂逃往普寧，陳濟棠派張瑞貴部往剿，但無後續報道。1935年3月，獨立第一師師長黃任寰在日前派第三團陳樹堯部往剿古一行人月餘，稱將殘匪擊散，但仍有三十餘名古大存殘部躲在五華紫金山。同年5月，古部逃往豐順八鄉山，並把周士第(即周力行)殘部的精良槍械子彈併入己部，打算恢復舊巢，但南山的蘇維埃機關則被破獲。8月初，古大存殘部剩廿多人，逃往揭陽轉入豐順童子洋後，陳濟棠一方稱南山共匪已告肅清，不過仍增調部隊入潮、澄，由副師長李崇剛指揮，但9月初古殘部（時有一百六十餘人）回犯豐順，月底又被剿至只剩十餘人。1936年10月又有報稱其率殘部潛回豐順，屬戰前見報之最後消息。

### 二戰後
1946年，赴东北，历任中共中央东北局西满分局常委和秘书长、东北局组织部副部长、东北行政委员会交通部部长等。
1949年9月21日至30日中国人民政治协商会议第一次会议。古大存以人民解放军代表的身份参加，担任了以林伯渠为首的《政协组织法》草案整理委员会委员、华南代表组副组长。中央鉴于古大存现任东北人民政府交通部部长，拟任中央人民政府交通部副部长、党组书记，部长由党外人士章伯钧担任。但因为古大存是广东党早期的党员，红十一军与东江纵队开创者，在广东有影响，中共中央华南分局提出调古大存起回广东工作。
1949年10月19日，中央人民政府第二次会议通过了叶剑英任广东省人民政府主席，方方、古大存、李章达为副主席的决定。1949年12月3日下午古大存到达广州，任广东省人民政府副主席兼省政府党组书记，主持省政府日常工作，兼任民政厅厅长，在当时除了经济工作以外，不论是政治、社会、优抚、救济、老区建设、社会福利以至人事和委派县长等均归民政厅管。中共中央华南分局第一副书记。1950年，古大存擔任過一些防災、防汛委員會的職務。
1950年6月，中共中央華南分局建議廣東當年冬天開始土改，先在興、梅、潮、汕實行，其餘大部分地區展開土地減租。古大存在會上的報告往往獲香港《大公報》全文刊登。1951年9月18日，古大存在廣東各界人民代表會議上稱，由1950年10月10日至1951年8月10日，廣東全省共槍決人犯28317人，逮捕89701人等。1951年9月底，古大存為欲在海南自立成省或者特區、做「海南王」的馮白駒，在馮與林彪、葉劍英之間調停；馮與葉不咬弦，由此種下了日後長時間難以翻案的禍根。1952年1月，古大存又在潮汕區八縣兼任土改分團長。1954年7月25日，廣東98縣、8市選出省代表逾500人（即廣東省人大代表），古大存屬其中「當選」之列，他並在會上致詞報告數年來廣東各方面的進展。8月28日下午，古大存、方方、張振南、馮白駒等人坐火車赴北京參加第一次全國人民代表大會第一次會議。
1955年1月29日，第一屆廣東省政協第一次會議閉幕，陶鑄當選為第一屆主席，古大存等十人副之。1955年2月6日，第一次廣東省人民代表大會第二次會議閉幕，陶鑄當選廣東省省長，副省長七人，包括古大存、馮白駒。同月，報載廣州市和廣東省各市豬肉荒仍未解除，如需買肉，需於天未光前到合作社或市場肉枱排隊輪候，省副主席古大存在其人大工作報告中，承認謂此現象嚴重而不合理。工作報告中，古大存又寫到分配任務不合適以至農民竟要售出口糧，而且「某些幹部不通過耐心教育，詳細交代政策來說服農民賣糧，不懂得少數農民不願意賣糧給國家，這是農民小私有者的習慣勢力，和社會主義的政策措施之間的矛盾，反而……強迫命令甚至個別極惡劣的用扣押的辦法對待農民。再加上入冬以來，天旱霜凍…部分必需的生活資料供應不及時，引起一些農民不滿，因而在農村出現了一時的緊張局面。」 1956年12月25日，古大存在第一屆省人大第五次會議上表示各項施政均有問題，例如農業政策不彰令農收入減少，生活困苦、商品價格浮動，造成供應緊張等。
1957年，在陶铸主导的运动中被打成“广东地方主义反党集团”头目。1958年4月，中共广东省委经中共中央批准，撤销其广东省委常委、副省长职务。1958年5月，中國共產黨第八次全國代表大會二次會議中整肅了大批老幹部，當中宣布原廣東省委書記處書記古大存、馮白駒，被指進行地方主義活動，被撤消職務。有指古大存受馮案所牽連，且對南下幹部跋扈態度不滿。
1958年8月，省委書記區夢覺在省委理論刊物《上游》創刊號寫專文批評古、馮二人，題為〈古大存、馮白駒的錯誤在哪裡〉，聲討他們存有「功臣主義，自大思想」，「在廣東搞宗派紛爭，鬧地方主義」和「抗拒中央政策，杯葛南下幹部」(以陶鑄為首)，圖在廣東建立「獨立王國」。又稱古馮二人在1956年間曾一度合謀，圖奪取廣東省委領導權。1959年3月，古落選人大代表選舉。
批古數年後，1961年11月29日，第二屆廣東省人民代表大會第四次會議閉幕，古當選為其中一名副省長。
1962年10月5日，中共中央对古大存、冯白驹的申诉批复：不予平反。1983年，被平反。1966年11月4日，中共中央候補委員、全國人大常委古大存因病經醫治無效，在廣州逝世，但沒有寫明其因什麼疾病逝世。